# Breviacantha gisleni
Breviacantha gisleni is een hooiwagen uit de familie Triaenonychidae. De wetenschappelijke naam van Breviacantha gisleni gaat terug op Kauri.